# Kristofobi
Denna artikel handlar om fördomar. För saklig kritik av religionen kristendom, se kritik av kristendomen.

Kristofobi

Kristofobi är intolerans, rädsla, hat eller fördomar mot kristna eller kristendom. Det är också ett motitiv för hatbrott riktade mot kristna i brottsstatistik. Jämför med islamofobi.  
Termen introducerades i EU i december 2004 av den judiska juridikprofessorn Joseph Weiler.[källa behövs] I juli 2004 fanns begreppet med i en resolution från FN:s kommission för mänskliga rättigheter, där det nämns i samma mening som antisemitism och islamofobi. Kritik mot kristendomen är dock inte kristofobi.

## Antal kristofobiska brott i Sverige
Antalet hatbrott som har utförts med "kristofobiska motiv" i Sverige har pendlat fram och tillbaka under åren, enligt Brottsförebyggande rådets statistik. Den vanligaste brottstypen var år 2020 olaga hot, följt av klotter och skadegörelse. Se statistik:
| År   | Antal |
| ---- | ----- |
| 2010 | 97    |
| 2012 | 200   |
| 2015 | 388   |
| 2020 | 73    |

## Antikristna uttryck

### Vandalism

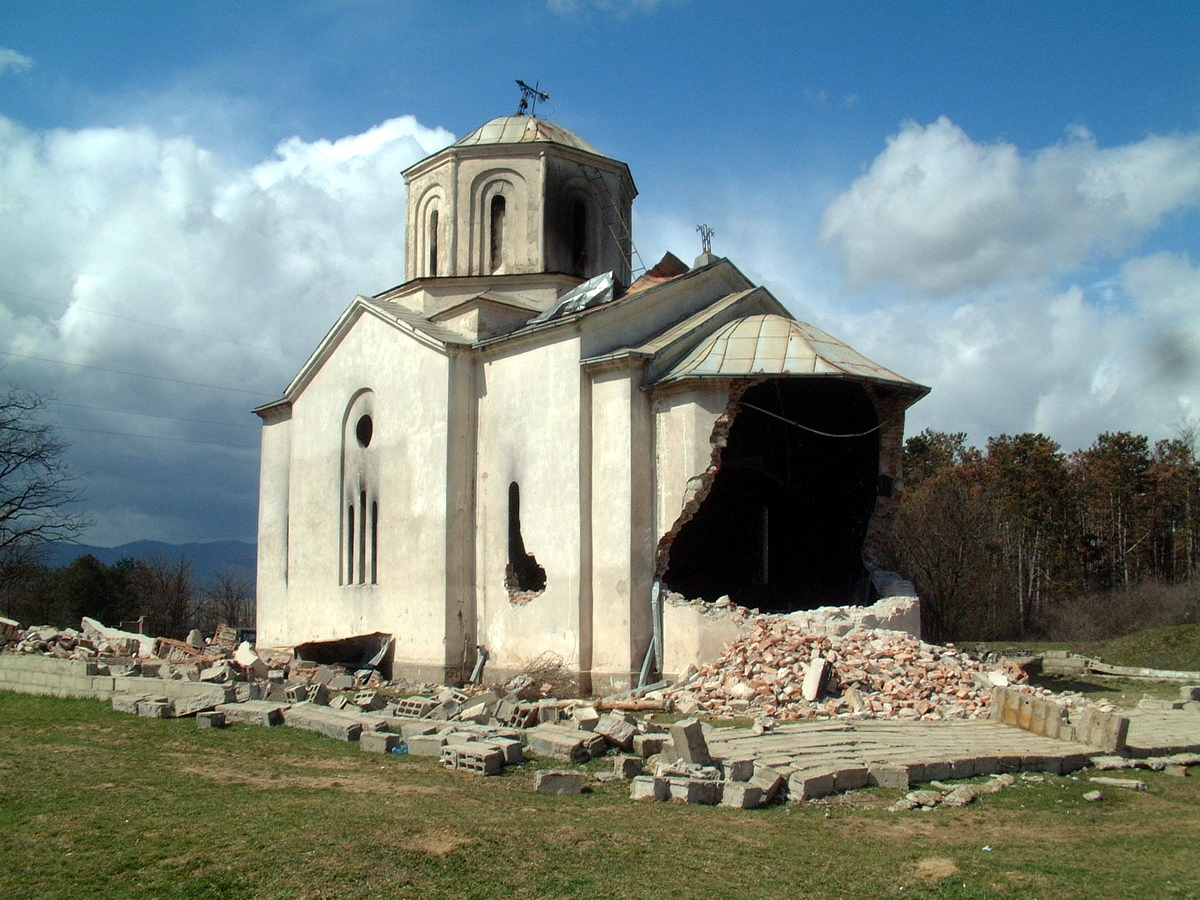
Sankt Elias kyrka i Podujeva, Kosovo vandaliserades och förstördes av kosovoalbaner under oroligheterna i landet år 2004. Bilden är tagen fem dagar efter att den vandaliserades.

Vandalism mot kristna symboler är ett av flera antikristna uttryck. Om ett förstört föremål anses heligt bland kristna, som bibeln, korset eller en bild på Jesus eller ett helgon, är handlingen också kriminell om den kränker lagarna om egendomen eller hatbrott. Mordbränder riktade mot kristna lokaler räknas ofta som hatbrott. Kyrkor angrips bland även av andra anledningar, till exempel rasistiska.

#### Exempel på fall
Mellan den 17 och 18 mars 2004 pågick våldsamheter i Kosovo mellan kosovoserber och kosovoalbaner, där 35 serbisk-ortodoxa kyrkor och kloster blev förstörda av kosovoalbaner. Exempel på en kyrka som drabbades var Sankt Elias kyrka i Podujeva.
Enligt The Crown (åklagarna), anlades branden i en kyrka i Minnedosa, Manitoba av två anhängare till nationalsocialistisk black metal med antikristna teman.[när?]

Vandaler stal en trästaty av Jungfru Maria, från Saint Albert the Great Parish of Calgary, Kanada i augusti 2008 och slet loss statyns händer, försökte bränna den, och kastade den sedan i diket längsmed 22x Highway. 

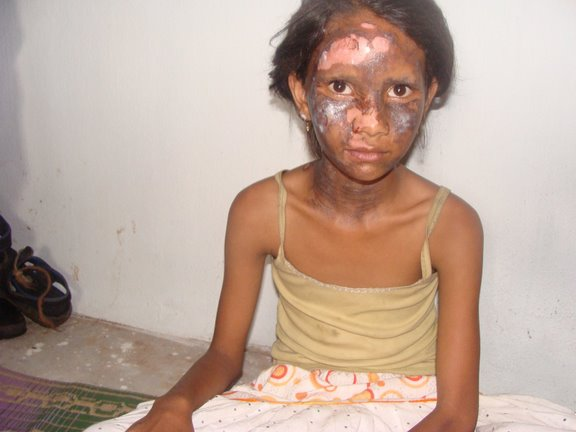
Flicka från Odisha i Indien med skador från ett bombdåd av hinduiska nationalister, 2008.

År 2010 klottrade några vandaler och försökte bränna St James's Church, eller "vita kyrkan" som den kallas lokalt, i Baildon, West Yorkshire, och målade pentagramsymnboler och antikristen graffiti på kyrkan.

### Musik
Vissa anhängare av black metal och witch house-musik har öppet förklarat sitt hat mot kristendomen. Tidningsrubriker om black metal har handlat om inspiration till över 50 anlagda kyrkbränder i Norge åren 1992-1996. Det mest uppmärksammade fallet var Fantofts stavkyrka, som polisen antog brändes av Burzums Varg Vikernes, även kallad "Greve Grishnackh".

### Hot, överfall och våld
I Köpenhamn hotas och överfalls kristna med Mellanösternursprung av muslimska gäng. Dansk polis oroas av ett mörkertal eftersom få vågar anmäla av rädsla för vidare förföljelser.

### Fotnoter
1. ↑  Commission on Human Rights, Report on the sixtieth session (15 March -23 April 2004)
2. ↑  ”Hatbrottsstatistik”. Brottsförebyggande rådet. https://bra.se/statistik/statistiska-undersokningar/hatbrottsstatistik.html. Läst 28 mars 2023.
3. ↑  ”Detta är sant och falskt i Mattias Karlssons manifest”. www.tv4.se. 27 mars 2023. https://www.tv4.se/artikel/3aINYef1LPGLE1Xld2pXuQ/detta-aer-sant-och-falskt-i-sd-toppens-manifest.
4. ↑  Hatbrott 2012 Arkiverad 24 december 2013 hämtat från the Wayback Machine., Brottsförebyggande rådet. Accessdatum 2013-12-23.
5. ↑  ”Unusual Suspects in Church Burnings” (på engelska). Time Magazine. 8 mars 2006. http://content.time.com/time/nation/article/0,8599,1171196,00.html.
6. ↑  ”In Church Fires, a Pattern but No Conspiracy” (på engelska). The Washington Post. 19 juni 1996. http://www.washingtonpost.com/wp-srv/national/longterm/churches/churches.htm.
7. ↑  Видовдан2 (17 mars 2020). ”МАРТОВСКИ ПОГРОМ 2004 – ДАН КАД СУ ГОРЕЛИ ВЕКОВИ” (på serbiska). Видовдан | Српска традиција и национални интерес. https://vidovdan.org/aktuelno/martovski-pogrom-2004-dan-kad-su-goreli-vekovi/. Läst 12 augusti 2025.
8. ↑  ”Mixed reaction as 3 sentenced for burning down Manitoba church” (på engelska). CBC News Canada. 28 juni 2006. Arkiverad från originalet den 7 juli 2006. https://web.archive.org/web/20060707213219/http://www.cbc.ca/canada/manitoba/story/2006/06/28/manitoba-minnedosafire28062006.html.
9. ↑  ”2 arrested in Virgin Mary statue theft” (på engelska). CBC News Canada. 15 augusti 2009. Arkiverad från originalet den 18 augusti 2009. https://web.archive.org/web/20090818145618/http://www.cbc.ca/canada/calgary/story/2009/08/15/calgary-stolen-mary-statue-arrests.html.
10. ↑  ”Shock at 'satanic' attack on historic church” (på engelska). Yorkshirepost. 5 januari 2010. http://www.yorkshirepost.co.uk/news/main-topics/local-stories/shock-at-satanic-attack-on-historic-church-1-2319929. Läst 25 februari 2015.
11. 1 2  Grude, Torstein (Director). Satan rir Media. [motion picture]. Norge: Grude, Torstein. http://home.no/metalra/reviews/videos/satan_rides_the_media.html
12. ↑  Carstensen, Tom. ”Kristne chikaneres og overfaldes i Danmark”. TV 2 (Danmark). http://nyhederne.tv2.dk/samfund/2014-09-23-kristne-chikaneres-og-overfaldes-i-danmark. Läst 25 september 2014.